# Caliprobola speciosa
Caliprobola speciosa es una especie de sírfido. Se distribuye por el paleártico en Eurasia.